# 1985년 런던 영화 비평가 협회상
제6회 런던 영화 비평가 협회상의 시상식에 관한 내용이다.

## 수상 및 후보

### 작품상
- 카이로의 붉은 장미

### 감독상
- 킬링 필드 - 롤랑 조페 수상

### 작가상
- 어 프라이빗 펑크션 - 앨런 베넷 수상

### 남우주연상
- The Grey Fox - 리처드 판스워드 수상